# Puxinanã (ort)
Puxinanã är en ort i Brasilien.   Den ligger i kommunen Puxinanã och delstaten Paraíba, i den östra delen av landet, 1 600 km nordost om huvudstaden Brasília. Puxinanã ligger 671 meter över havet och antalet invånare är 3 210.
Terrängen runt Puxinanã är platt åt nordost, men åt sydväst är den kuperad. Runt Puxinanã är det mycket tätbefolkat, med 1 573 invånare per kvadratkilometer.. Närmaste större samhälle är Campina Grande, 11,7 km sydost om Puxinanã.
Omgivningarna runt Puxinanã är huvudsakligen savann.